# Orazi e Curiazi
Orazi e Curiazi is een Italiaanse dramafilm uit 1961 onder regie van Ferdinando Baldi en Terence Young. Destijds werd de film in Nederland uitgebracht onder de titel Duel der kampioenen.

## Verhaal
De Romeinen voeren een lange strijd met de inwoners van Alba. Tijdens een veldslag wordt de kampioen Horatius gevangengenomen. Hij kan ontsnappen, maar in zijn thuisstad wordt hij van verraad verdacht. Rome heeft hem echter hard nodig, wanneer een priesteres besluit dat de beide steden hun conflict moeten beslechten in een duel.

## Rolverdeling
| Acteur            | Personage         |
| ----------------- | ----------------- |
| Alan Ladd         | Horatius          |
| Franca Bettoia    | Marcia            |
| Franco Fabrizi    | Curatius          |
| Jacques Sernas    | Marcus            |
| Roberth Keith     | Tullus Hostillius |
| Jacqueline Derval | Horatia           |
| Luciano Marin     | Eli               |
| Andrea Aureli     | Koning van Alba   |
| Mino Doro         | Caius             |
| Osvaldo Ruggieri  | Krijger uit Alba  |
| Piero Palermini   | Nevius            |
| Violette Marceau  | Slavin            |
| Umberto Raho      | Hogepriester      |
| Alfredo Varelli   | Sabinus           |
| Evi Marandi       | Slavin            |
| Alana Ladd        | Scilla            |